# Yuzhni (Novopokróvskaya)
Yuzhni (del ruso: Южный) es un posiólok del raión de Novopokróvskaya del krai de Krasnodar, en Rusia. Está situado en las llanuras de Kubán-Priazov, 20 km al suroeste de Novopokróvskaya y 148 km al nordeste de Krasnodar, la capital del krai. Tenía 318 habitantes en 2010.
Pertenece al municipio Kubánskoye.